# Gasskajávrre
Gasskajávrre är en sjö som ligger 867 m ö.h. på norra sidan av fjälltoppen Gasskatjåhkkå i Hamaröy kommun i Norge. Sjöns areal är cirka 0,49 km2.
Sjön ligger i det språkområde där ursprungsbefolkningen talar lulesamiska vilket påverkat namnsättningen av naturobjekt.

## Flöden
Avrinningsområdet uppströms Gasskajávrre är endast 3,17 km2 stort och tillflöde sker från den närliggande sjön Hálljejávrre samt en glaciär på norra sidan av Gasskatjåhkkå. Sjön avvattnas av Tverrelva som är ett biflöde till Gjerdalselva. Vattnet hamnar slutligen i Atlanten (Leirfjorden) via Kobbelva.

## Galleri

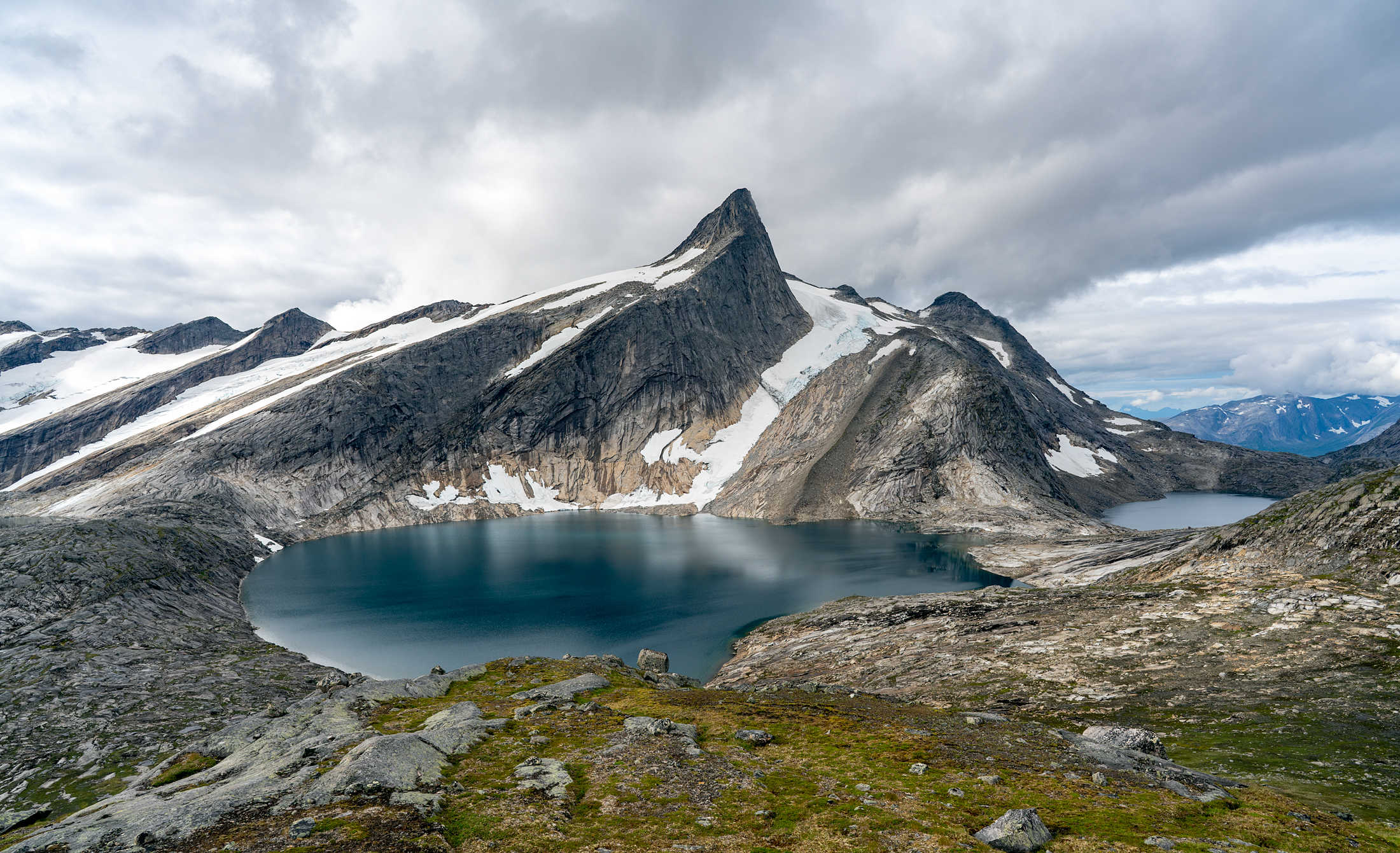
Vy mot Gasskatjåhkkå och Gasskajávrre från Hálljetjårro.
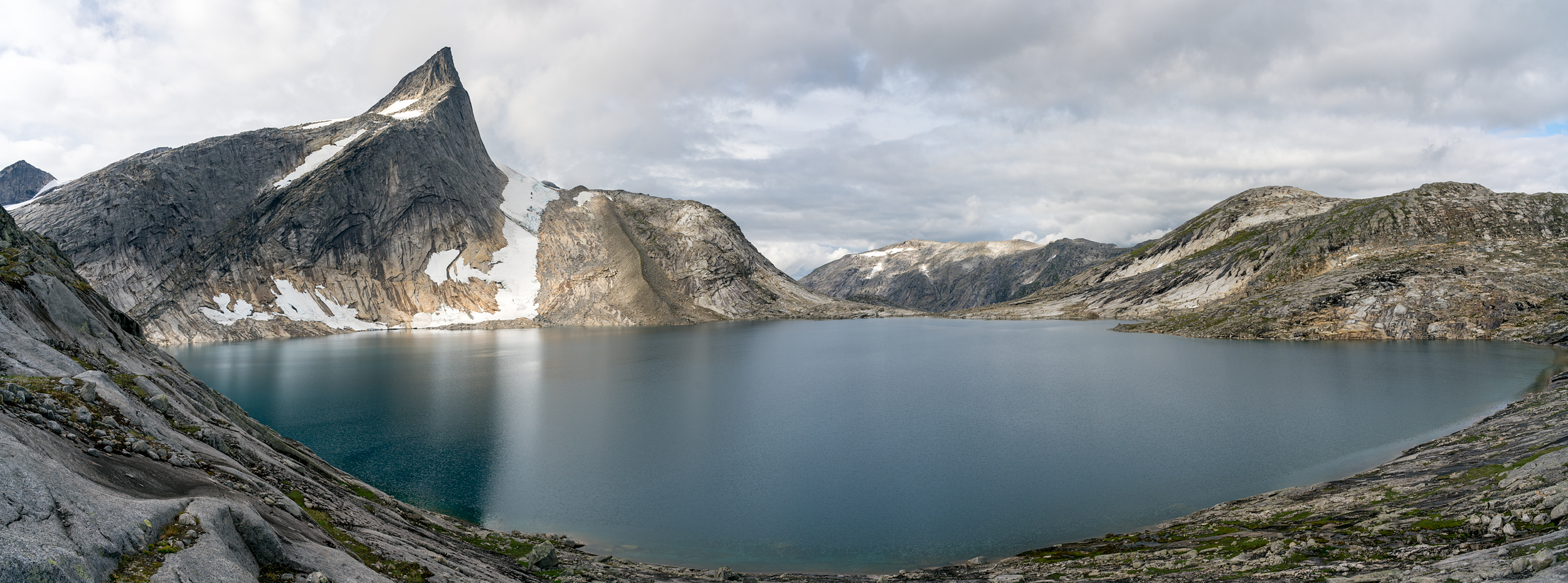
Gasskajávrre och Gasskatjåhkkå - vy mot väster.